# Bartels (månekrater)
Bartels er et nedslagskrater på Månen. Det befinder sig på Månens forside nær den vestlige rand. Med denne placering ses krateret fra siden, og observationsmulighederne er påvirket af libration. Krateret kan kun ses fuldstændigt fra månekredsløb.
Det er opkaldt efter den tyske geofysiker og statistiker Julius Bartels (1899-1964). Navnet blev officielt tildelt af den Internationale Astronomiske Union (IAU) i 1970. 

## Omgivelser
Bartelskrateret ligger nord for Moseleykrateret og syd-sydøst for Voskresenskiykrateret. 

## Karakteristika
Randen af dette krater er nedslidt og eroderet, især langs den sydlige side og i nordøst, hvor et lille krater ligger ind over randen. Kraterbunden danner næsten en slette, bortset fra en lille central top, som ligger forskudt mod vest fra midtpunktet, og den er mærket af et antal småkratere.

## Satellitkratere
De kratere, som kaldes satellitter, er små kratere beliggende i eller nær hovedkrateret. Deres dannelse er sædvanligvis sket uafhængigt af dette, men de får samme navn som hovedkrateret med tilføjelse af et stort bogstav. På kort over Månen er det en konvention at identificere dem ved at placere dette bogstav på den side af satellitkraterets midte, som ligger nærmest hovedkrateret. Bartelskrateret har følgende satellitkratere:
| Bartels | Længde  | Bredde  | Diameter |
| ------- | ------- | ------- | -------- |
| A       | 25.7° N | 89.6° W | 17 km    |

## Måneatlas
- Billeder af Bartelskrateret i LPI-måneatlasset